# Шон Олссон
Шон Ніколас Олссон (англ. Sean Nicholas Olsson, 2 березня 1967, Беверлі, Англія) — британський бобслеїст, пілот боба. Виступав за збірну Великої Британії в 1990-х роках. Двічі брав участь в зимових Олімпійських іграх у 1994 та 1998 роках. На зимовій Олімпіаді в Нагано році, його четвірка виборола бронзову медаль.